# Pleophylla navicularis
Pleophylla navicularis är en skalbaggsart som beskrevs av Hermann Burmeister 1855. Pleophylla navicularis ingår i släktet Pleophylla och familjen Melolonthidae. Inga underarter finns listade i Catalogue of Life.